# Crimeia Oeste
Crimeia Oeste é um bairro pertencente ao município de Goiânia, capital de Goiás, na região central da cidade.
Crimeia também foi o nome de uma das fazendas das quais Goiânia foi formada, local onde o bairro provavelmente foi estabelecido. A terra, doada por Andrelino Rodrigues de Morais, nascido em 1890, se tornou uma das principais regiões da capital goiana e fez com que seu nome fosse eternizado em algumas construções da cidade, como bairros, ruas e monumentos.
A Avenida Goiás, um dos principais logradouros de Goiânia corta o bairro.
Segundo dados do Instituto Brasileiro de Geografia e Estatística (IBGE), divulgados pela prefeitura, no Censo 2010 a população do Crimeia Oeste era de 4 041 pessoas.